# Прапор Юкону
Прапор Юкону - це зелено-біло-синій триколор з гербом Юкону в центрі над вінком з зніту вузьколистого, територіальної квітки. Офіційний прапор Юкону був створений протягом 1960-х років, десятиліття, коли було обрано національний прапор Канади, а також кілька інших провінційних прапорів. Прапор Юкону був офіційно обраний на загальноконтинентальному конкурсі дизайнерів 1967 року, а переможний дизайн був прийнятий 1 березня 1968 року.

## Історія
Прапор Юкону був офіційно прийнятий 1 березня 1968 року. Прапор був обраний на загальнодержавному конкурсі в рамках святкування Столітньої річниці Канади 1967 року. Спонсором змагань виступило відділення Вайтгорсу Королівського канадського легіону. Виграш конкурсу був запропонований у розмірі 100 доларів США. Всього було подано 137 подань з виграшним дизайном від випускниці коледжу Юкон Лінн Ламберт. Ламберт подала 10 проектів, з яких три проекти подала на вибір комітету, зрештою один з них було визнано переможцем. Дизайн прототипу був надісланий до Оттави для відповідного геральдичного опису. Експерт в Оттаві надіслав назад змінену версію поданого дизайну прапора. Однак комітет у Вайтгорсі дотримувався оригінального дизайну. Прапор був прийнятий "Законом про прапор" 1 грудня 1967 р.

## Дизайн

### Символізм

Прапор Уповноваженого Юкону

Прапор розділений на три кольорові смуги:
- зелений, що символізує ліси Юкона;
- білий, що символізує сніг;
- синій, що символізує озера та річки Юкона.

У центрі білої смуги - Герб Юкону над вінком із зніту вузьколистого, квіткової емблеми Юкону. Клейнод герба - собака-маламут, звичайна робоча собака Юкона, що стоїть на сніговій купині. Щит містить у верхній частині хрест Святого Георгія, що символізує Англію з колом білячого хутра. Внизу посередині щита знаходяться дві хвилясті лінії, що символізують річки Юкону на синьому фоні. Нарешті внизу щита два червоних трикутника, що символізують гори Юкону із золотими колами в них, що символізують великі мінеральні ресурси Юкона.

### Технічний опис
Прапор Юкона має співвідношення 1:2, еквівалентне прапору Канади. Центральна біла смуга в півтора рази більше ширини кожної з двох інших смуг, для стовпа співвідношення від 1 до 1,5 до 1.

### Термінологія
За вексилологічною термінологією, прапор є триколором, тобто він має три кольори, приблизно однакового розміру. Однак його не можна вважати справжнім триколором, оскільки він обтяжений гербом Юкону, а справжній триколор не містить додаткових символів.

## Зовнішні посилання
- Уряд Юкону: Прапор Юкона
- Прапор Юкона на FOTW.net [Архівовано 14 січня 2022 у Wayback Machine.]
- Юкон - Прапор [Архівовано 27 листопада 2020 у Wayback Machine.]
- Прапор Юкона [Архівовано 24 листопада 2020 у Wayback Machine.] в Інтернет-публічному реєстрі зброї, прапорів та значків